# Elektronski neutrino
Elektronski neutrino (νe) je jedan od tri vrste neutrina. Smatra se elementarnom česticom iz skupa fermiona. Zajedno s elektronom čini prvu generaciju leptona po kojem je i dobio pridev "elektronski". Prvi ga je teorijski predvideo Volfgang Pauli 1930. kako bi se održali zakoni očuvanja kretanja i očuvanja energije u beta raspadu. Antičestica elektronskom neutrinu je elektronski antineutrino (νe) koji u biti nastaje pri beta raspadu:
- n0 → p+ + e− + ν0e